# حجر الخطوة
The Stepping Stone هو فيلم درامي أمريكي صامت عام 1916 ، من إخراج ريجنالد باركر وتوماس إتش إينس . إنه فيلم ضائع .   

## حبكة
ماري بيريسفورد (بولاند) هي زوجة كاتب القانون غير الطموح آل بيريسفورد (بيريسفورد). بفضل إصرار ماري وتسلقها الاجتماعي المحسوب بعناية، تمت ترقية آل إلى منصب السكرتير الشخصي للممول البارز إليهو نولاند (كينان). لسوء الحظ، يذهب النجاح إلى رأس آل مثل المخدر، وسرعان ما أدى إلى نفور الجميع في نيويورك، بما في ذلك ماري، التي تهرب إلى أجزاء غير معروفة.

## الطاقم
- فرانك كينان بدور إليهو نولاند
- ماري بولاند في دور ماري بيريسفورد
- روبرت مكيم في دور آل بيريسفورد
- مارغريت طومسون في دور فلورا ألدن
- جوزيف جيه داولينج في دور دبليو بي بريسكوت
- جي بارني شيري في دور هوراشيو ويلز
- هتعتعتعوعاعاعو

## روابط خارجية
- The Stepping Stone at IMDb
- [http://allmovie.com/movie/v111719 Synopsis

] على موقع أول موفي.